# Koniec świata szwoleżerów
Koniec świata szwoleżerów – cykl książek (reportaży historycznych) autorstwa Mariana Brandysa, publikowanych w latach 1972-1979.
Cykl jest kontynuacją książki Kozietulski i inni, w której autor przedstawiał biografie szwoleżerów 1 Pułku Gwardii Cesarskiej w czasach wojen napoleońskich. Tematem cyklu Koniec świata szwoleżerów są dalsze losy bohaterów tej książki już po upadku Napoleona Bonaparte, kiedy to dawni żołnierze stali się obywatelami nowo utworzonego Królestwa Polskiego. Byli żołnierze w rozmaity sposób odnaleźli się w nowej sytuacji. Wielu powróciło do swoich majątków. Niektórzy zostali politykami, urzędnikami, działaczami społecznymi, mecenasami literatury, pionierami przemysłu. Autor ukazuje ich nie tylko z perspektywy ich działalności publicznej, ale także jako zwykłych ludzi z ich wadami i zaletami.
Na tle losów bohaterów, cykl ukazuje rozległą panoramę epoki, z uwzględnieniem sytuacji polityczno-społecznej, z licznymi ciekawostkami i anegdotami.
Na cykl składają się:
- Czcigodni weterani (1972)
- Niespokojne lata (1972)
- Rewolucya w Warszawie (1974)
- Zmęczeni bohaterowie (1976)
- Nieboska komedia: Odejścia i powroty (1978)
- Nieboska komedia: Ogień i popiół (1979)